# Al Block
Albert „Al“ Block (* 1925/26; † 15. August 2015) war ein US-amerikanischer Jazzmusiker (Alt- und Tenorsaxophon, Flöte).

## Leben und Wirken
Block spielte 1950 bei Artie Shaw, in den folgenden Jahren im Sauter-Finegan Orchestra und in den Orchestern von Tom Talbert und Benny Goodman. 1959 wirkte er bei Gil Evans’ Album Great Jazz Standards mit; 1959/1960 im Gil-Evans-Orchester bei Sketches of Spain von Miles Davis und 1962 beim Folgealbum Quiet Nights. 1963/64 folgten weitere Aufnahmesessions mit Evans (The Individualism of Gil Evans). Letzte Aufnahmen entstanden 1965 mit dem Orchester von Eddie Sauter und Stan Getz als Solisten (Stan Getz Plays Music from the Soundtrack of Mickey One). Im Bereich des Jazz war er zwischen 1950 und 1965 an 60 Aufnahmesessions beteiligt. Er starb am 15. August 2015 im Alter von 89 Jahren.